# Wołogda (rzeka)
Wołogda (ros. Вологда) – rzeka w europejskiej części Rosji, w obwodzie wołogodzki, prawy dopływ rzeki Suchona.
Rzeka bierze początek na bagnistych terenach leśnych, na północ od wsi Fominskoje. Rzeka w górnej części jest kręta, występują tam liczne wyspy i płycizny, natomiast w dolnym biegu płynie przez równinę i posiada liczne tereny zalewowe. Głębokość od 6 do 8 m. Żeglowna jest od miasta Wołogda do ujście, długość odcinka żeglownego wynosi 27 km. 